# Diane Disney Miller

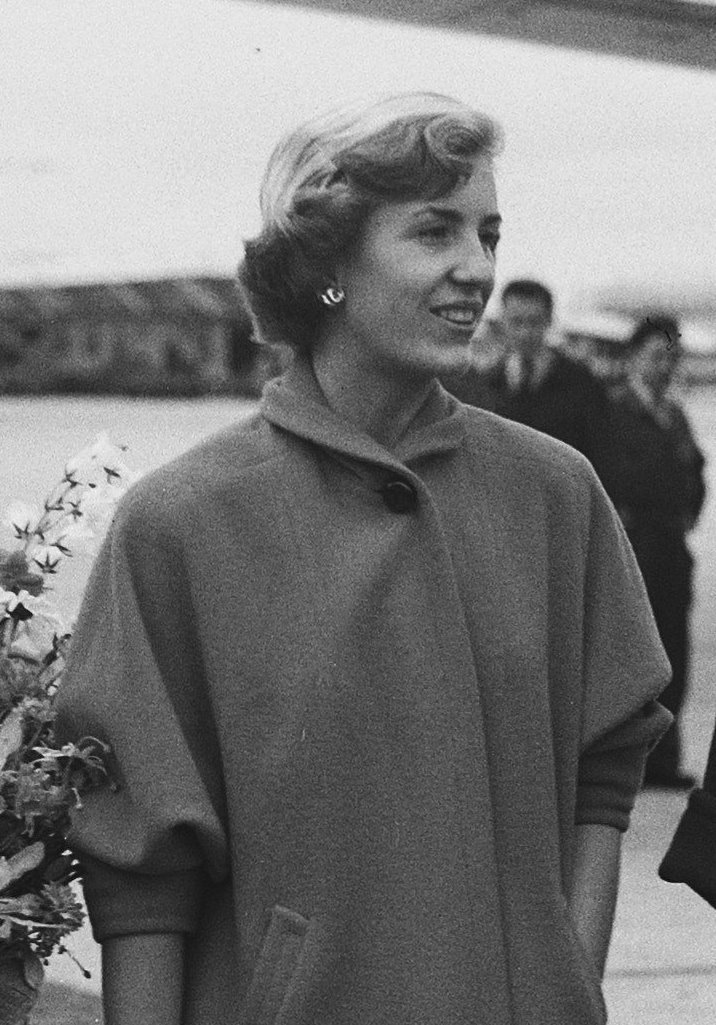
Diane Disney (1951)

Diane Disney Miller (geborene Diane Marie Disney; * 18. Dezember 1933 in Los Angeles, Kalifornien; † 19. November 2013 in Napa, Kalifornien) war eine US-amerikanische Mäzenin.

## Leben
Diane Marie Disney wurde 1933 als einziges leibliches Kind des Filmproduzenten Walt Disney und seiner Frau Lillian Disney geboren. Ihre Adoptivschwester war Sharon Mae Disney (1936–1993).
1956 veröffentlichte sie in der Saturday Evening Post in Zusammenarbeit mit Pete Martin die achtteilige Artikelserie My Dad, Walt Disney. Ein Jahr später erschien mit The Story of Walt Disney eine von ihr erneut mit Pete Martin verfasste Biographie ihres Vaters.
In den 1970er Jahren erwarb sie mit ihrem Mann erste Weingüter im Napa Valley AVA. 1981 gründeten sie dort die Silverado Vineyards.
Disney Miller unterstützte den Bau der Walt Disney Concert Hall und galt als Befürworterin des durchaus umstrittenen Entwurfes von Frank Gehry.
Sie war Präsidentin des Board of Directors der Walt Disney Family Foundation, welche das Walt Disney Family Museum betreibt.
Von 1954 bis zu ihrem Tod war sie mit dem Filmproduzenten Ron Miller verheiratet. Sie starb am 19. November 2013 an den Folgen eines Sturzes, den sie im September 2013 erlitten hatte. Sie hinterließ ihren Mann, sieben Kinder sowie 13 Enkel und eine Urenkelin. Der kurz nach ihrem Tod veröffentlichte Film Saving Mr. Banks, in dem Tom Hanks die Rolle von Walt Disney übernahm, ist ihr gewidmet.

## Schriften
- mit Pete Martin: My Dad, Walt Disney. In: Saturday Evening Post, 1956
- mit Pete Martin: The Story of Walt Disney. Holt, 1957, 247 Seiten
  - dt.: Mein Vater Walt Disney. Bertelsmann, 1959, 237 Seiten